# Sima Tan
Sima Tan (司馬談T, 司马谈S, Sīmǎ TánP, Ssu-ma T'anW; 165 a.C. – 110 a.C.) è stato un astrologo e storico cinese  durante la dinastia degli Han occidentali.

## Istruzione e carriera
Sima Tan studiò astronomia con Tang Du, Il libro dei mutamenti (易經T, 易经S, YìjīngP, I ChingW) sotto la guida di Yang He e il taoismo con il maestro Huang.
Fu nominato astrologo di corte (太史令S, tài shǐ lìngP) all'età di 25 anni nel 140 a.C., carica che mantenne fino alla morte.
Nello Shiji è presente uno dei suoi saggi più noti, nel quale descrive sei lignaggi filosofici o "scuole" (家S, jiāP):
- Confucianesimo (儒家S, RújiāP)
- Taoismo (道家S, DàojiāP)
- Legismo (法家S, FǎjiāP)
- I moisti (墨家S, MòjiāP)
- Scuola dei nomi (名家S, MíngjiāP)
- Scuola dello Yin e dello Yang (陰陽家T, 阴阳家S, YīnyángjiāP, figura centrale Zou Yan)

La classificazione dei filosofi antecedenti in queste sei scuole risulta essere abbastanza originale. La sua analisi al riguardo è piuttosto inclinata verso il taoismo, poiché Sima Tan era un seguace della scuola Huang-Lao, una prima forma di tale filosofia risalente al periodo Han. Morì prima della conclusione dello Shiji, il quale fu completato da suo figlio Sima Qian (司马迁S, sīmǎqiānP).
L'anno della morte di Sima Tan (110 a.C.) coincise con quello del grande sacrificio imperiale fēngchán (封禅S, 封禅P) dell'imperatore Han Wudi. Quest'ultimo infatti nominò un'altra persona al rango di fangshi (封禪S) ingannando Sima Tan, probabilmente causandogli molta costernazione.